# Büffelkopfente

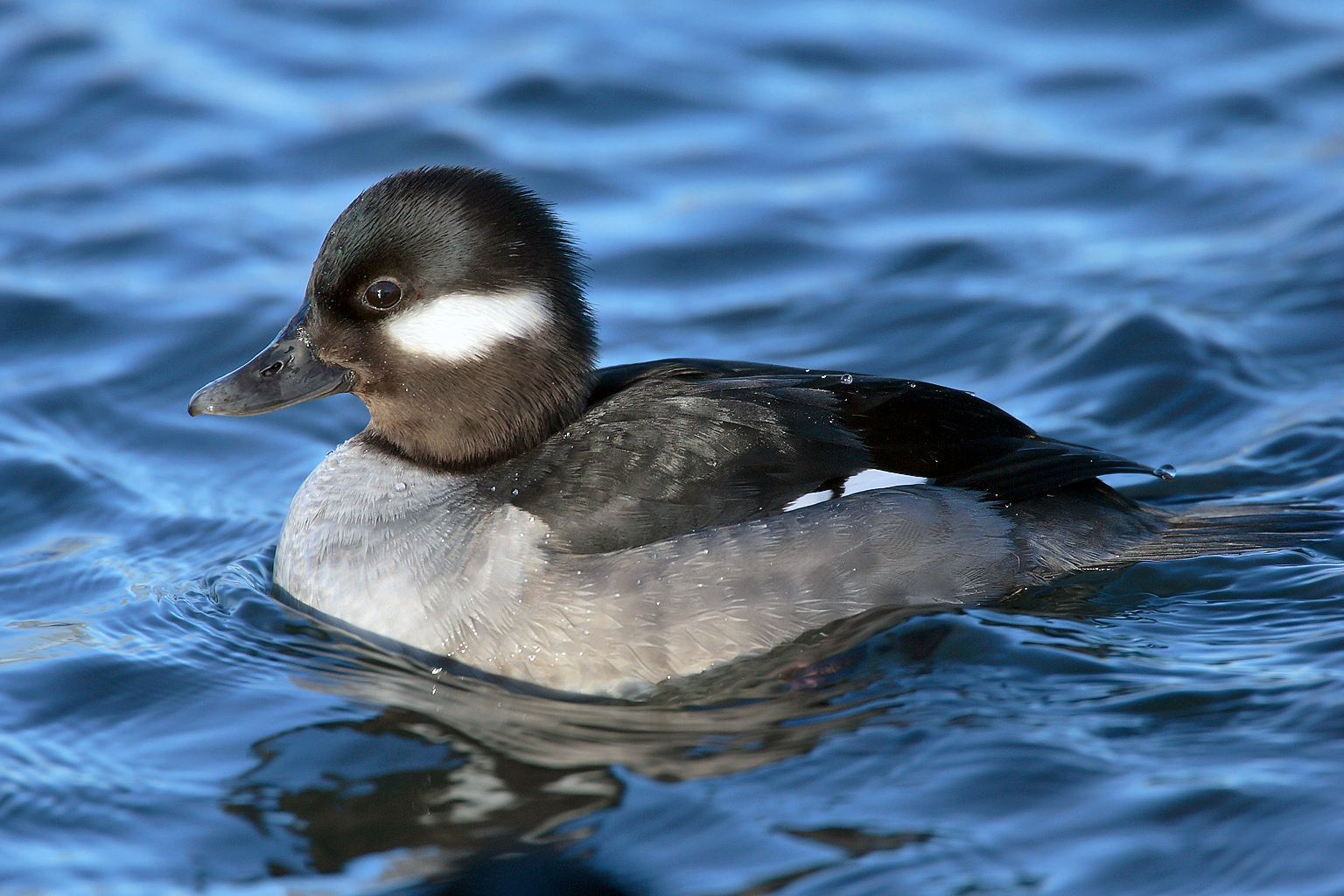
Büffelkopfente, Weibchen

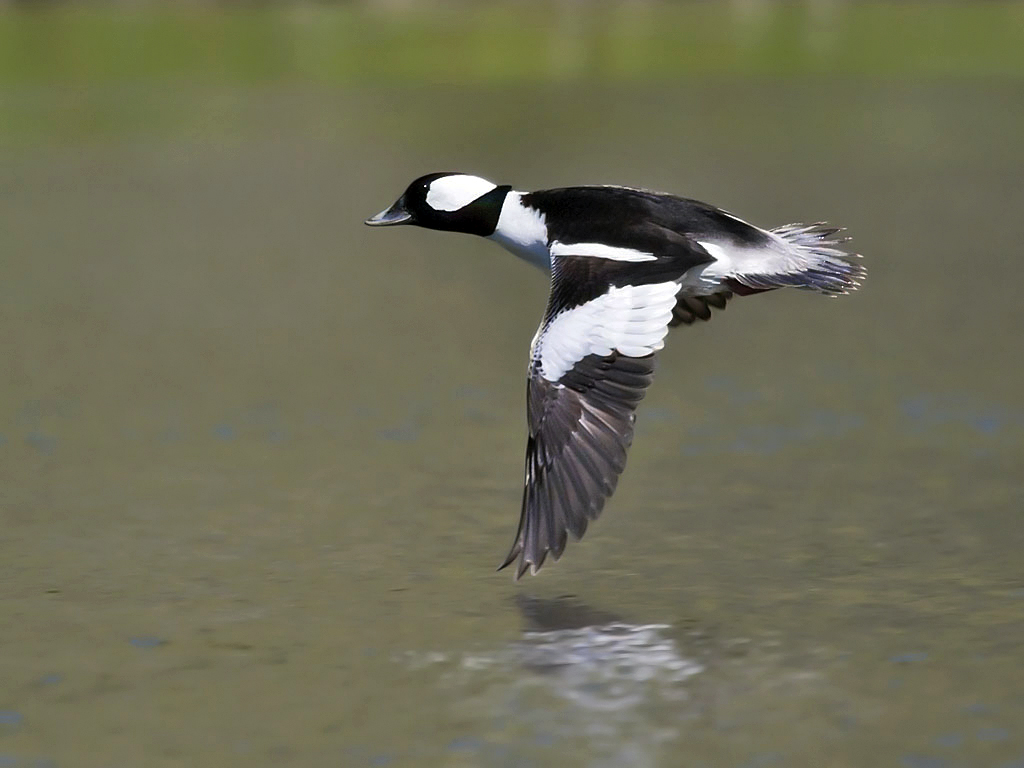
Männliche Büffelkopfente im Flug dicht über der Wasseroberfläche

Die Büffelkopfente (Bucephala albeola) ist eine Vogelart aus der Familie der Entenvögel (Anatidae) und gehört hier zur Unterfamilie der Anatinae. Die mit der Schellente nah verwandte Büffelkopfente kommt ausschließlich in Nordamerika vor. Mit der Schellente weist sie viele Gemeinsamkeiten im Körperbau und im Verhalten auf. Sie ist aber erheblich kleiner als diese und hat in etwa die Körpergröße einer Krickente.

## Verbreitung und Lebensraum
Verbreitungsgebiet der Büffelkopfente ist der Norden des nordamerikanischen Kontinents. Im Sommer, während der Brutsaison, ist die Art nördlicher und ausschließlich im Binnenland vertreten. Sie kommt in dieser Zeit in Zentralalaska, in den Nordwest-Territorien sowie im Gebiet des Yukon und bis in den Norden von Quebec vor. Von Alaska abgesehen brütet sie nur im Westen im äußersten Norden einiger US-amerikanischer Bundesstaaten. Im Winter ist sie entlang der gesamten Küste der USA, des westlichen Kanadas und des südlichen Alaskas und nur im südlichen Inland der USA sowie in Mexiko anzutreffen. Im Inland werden bevorzugt flache Seen und Teiche in unmittelbarer Nähe größerer Wälder bewohnt. Ausschlaggebend für eine Besiedelung durch Büffelkopfenten ist nicht nur ein Vorhandensein kleiner und vegetationsfreier Gewässer mit seichten Ufern. Sie benötigen außerdem einen Mischwald in der Nähe des Gewässers. Die offene Tundra wird dagegen von dieser Entenart gemieden. Der Winter wird auf großen, möglichst eisfreien Seen, im Bereich von Flussmündungen sowie vor den Küsten verbracht.

## Aussehen
Der Körperbau der Büffelkopfente erinnert stark an den der Tauchenten. Mit 33 bis 40 cm Körperlänge und einem Gewicht von 330 bis 450 g gehört die Art zu den kleinsten Vertretern der Meerenten und Säger und zu den kleinsten Enten überhaupt. Die insgesamt etwas kräftiger als die Weibchen wirkenden Männchen tragen ein auf dem Rücken schillernd schwarzes und an den Flanken sowie an Bauch und Steiß weißes Gefieder. Die Stirn, die Partie vor den Augen sowie der Hals sind wie der Rücken schillernd schwarz befiedert, die Federn können je nach Lichteinfall lila oder grünlich glänzen. Der Hinterkopf und die Kopfseiten sind weiß befiedert. Der Schnabel ist hellgrau mit schwarzer Spitze, die Iris dunkelbraun. Die Weibchen sind unscheinbarer als die Männchen befiedert. Sie sind durch einen eher braungrau befiederten Rücken, grau befiederte Flanken und Steiß sowie eine verwaschen weiß befiederte Brust- und Bauchpartie gekennzeichnet. Der Kopf der Weibchen ist braun gefärbt, an der Kopfseite befindet sich ein unterhalb des Auges beginnender weißer Fleck. Iris und Schnabel gleichen denen des Männchens, jedoch erscheint der Schnabel oftmals etwas dunkler grau.
Jungvögel ähneln adulten Weibchen, sind jedoch insgesamt mehr braun befiedert und zeigen einen deutlich kleineren weißen Fleck an den Kopfseiten. Die Beine der Büffelkopfente sind orangerosa gefärbt und setzen nicht ganz so weit im hinteren Körperdrittel an wie bei den Verwandten der Gattung Bucephala. Die kurzen, weit auffächerbaren Schwanzfedern dienen der Steuerung während des Tauchens.

## Brutverhalten

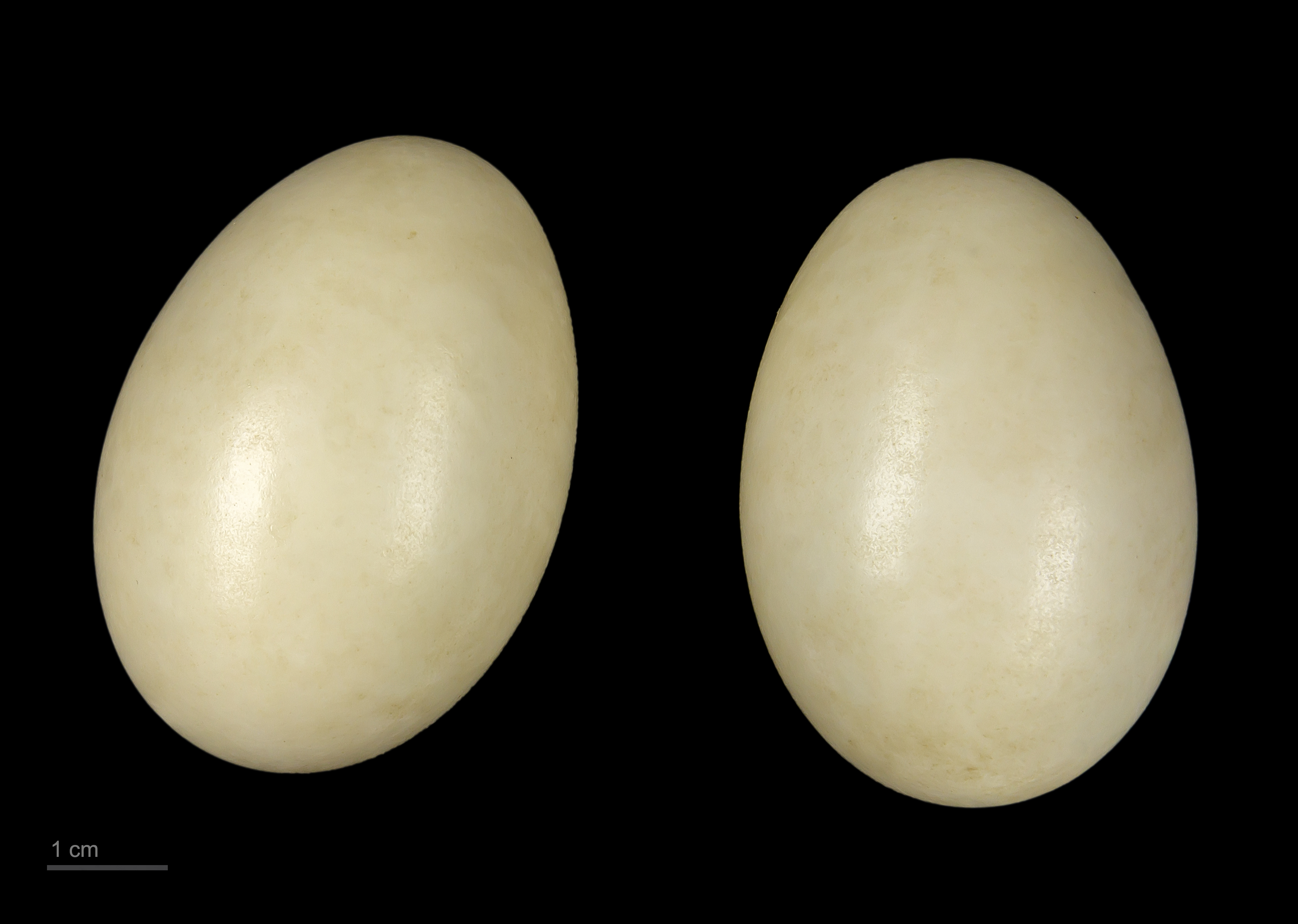
Eier der Büffelkopfente

Die Brutsaison beginnt im April und Mai, die paarweise brütenden Büffelkopfenten legen 5 bis 12 Eier in eine Bruthöhle, oft eine verlassene Spechthöhle nahe einem Gewässer. Nach einer Brutdauer von 29 bis 31 Tagen schlüpfen die oberseits mit braunen, unterseits mit weißen Daunen bedeckten Jungvögel. Sie sind nach 50 bis 55 Tagen flügge.

## Nahrung
Vornehmlich besteht die Nahrung der Büffelkopfenten aus tauchend erbeuteten, aquatisch lebenden Invertebraten, selten werden auch kleine Fische aufgenommen. Ein Teil des Energiebedarfs wird durch die Aufnahme pflanzlicher Kost, vor allem Samen, gedeckt. 